# Kup Hrvatske u hokeju na travi za muškarce 2018.
Kup Hrvatske u hokeju na travi za muškarce za 2018. godinu je igran u proljetnom dijelu sezone 2017./18. Kup je osvojila "Zelina" iz Svetog Ivana Zeline. 

## Sudionici
- Concordia 1906 - Zagreb
- Jedinstvo - Zagreb
- Marathon - Zagreb
- Mladost - Zagreb
- Trešnjevka - Zagreb
- Zelina - Sveti Ivan Zelina
- Zrinjevac - Zagreb

## Rezultati
| datum             | klub1           | rezultat        | klub2           |
| četvrtzavršnica   | četvrtzavršnica | četvrtzavršnica | četvrtzavršnica |
| ----------------- | --------------- | --------------- | --------------- |
| 15. travnja 2018. | Zelina          | 7:4             | Trešnjevka      |
| 15. travnja 2018. | Zrinjevac       | 1:3             | Concordia 1906  |
| 15. travnja 2018. | Jedinstvo       | 2:4             | Marathon        |
|                   | Mladost         | slobodni        | slobodni        |
|                   |                 |                 |                 |
| poluzavršnica     |                 |                 |                 |
| 3. svibnja 2018.  | Marathon        | 2:4             | Mladost         |
| 10. svibnja 2018. | Zelina          | 7:3             | Concordia 1906  |
|                   |                 |                 |                 |
| završnica         |                 |                 |                 |
| 30. svibnja 2018. | Zelina          | 5:1             | Mladost         |

## Vanjske poveznice
- hhs-chf..hr, Hrvatski hokejski savez
- hhs-chf.hr, Kup Hrvatske za seniore i seniorke